# Терстон (Небраска)
Терстон (енгл. Thurston) град је у америчкој савезној држави Небраска.

## Демографија
По попису из 2010. године број становника је 132, што је 7 (5,6%) становника више него 2000. године.
| Група             | 2000.       | 2010.        |
| Белци             | 121 (96,8%) | 132 (100,0%) |
| Афроамериканци    | 0 (0,0%)    | 0 (0,0%)     |
| Азијати           | 0 (0,0%)    | 0 (0,0%)     |
| Хиспаноамериканци | 2 (1,6%)    | 0 (0,0%)     |
| Укупно            | 125         | 132          |